# Rudarius
Rudarius es un género de peces de la familia Monacanthidae, del orden Tetraodontiformes. Este género marino fue descrito científicamente en 1902 por David Starr Jordan y Henry Weed Fowler.

## Especies
Especies reconocidas del género:
- Rudarius ercodes D. S. Jordan & Fowler, 1902
- Rudarius excelsus Hutchins, 1977
- Rudarius minutus J. C. Tyler, 1970